# Lijst van presidenten van de Palestijnse Autoriteit
Het ambt van president van de Palestijnse Autoriteit is de hoogste politieke functie binnen de Palestijnse Autoriteit. Het ambt is vergelijkbaar met dat van een staatshoofd van een soeverein land.
De president benoemt de premier, met wie hij de uitvoerende macht deelt.

## Presidenten van de Palestijnse Autoriteit
| Nr. | President | President                      | Ambtstermijn                                        | Partij    | Partij |
| --- | --------- | ------------------------------ | --------------------------------------------------- | --------- | ------ |
| 1   |           | Yasser Arafat (1929-2004)      | 5 juli 1994 - 11 november 2004                      | Fatah/PLO |        |
| -   |           | Ahmed Qurei (1937) (interim)   | 29 oktober 2004 - 11 november 2004                  | Fatah/PLO |        |
| -   |           | Rauhi Fattouh (1949) (interim) | 11 november 2004 - 15 januari 2005                  | PLO       |        |
| 2   |           | Mahmoud Abbas (1935)           | 15 januari 2005 - heden (Betwist na 9 januari 2009) | Fatah/PLO |        |